# Santa Anna de Montcortès
Santa Anna de Montcortès és l'església parroquial de Montcortès, al municipi dels Plans de Sió (Segarra), inclosa a l'Inventari del Patrimoni Arquitectònic de Catalunya.

## Descripció

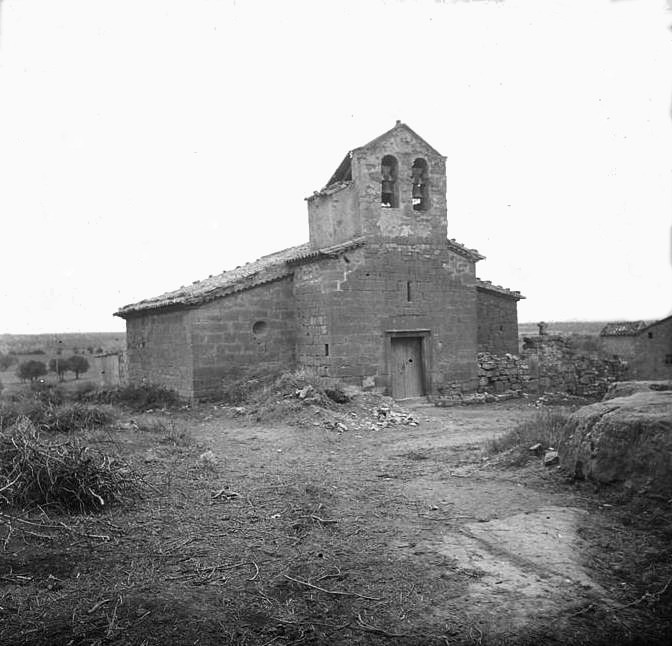
Any 1918

Església situada a la part més alta del nucli, davant del castell. Es tracta d'un edifici d'una sola nau amb dues capelles laterals, i coberta a dues aigües, destacant la capella situada a l'esquerra que es va ampliar posteriorment, tal com es pot observar per la part posterior. La façana presenta la porta d'accés, allindada amb un mínim treball decoratiu als brancals i llinda, destacant únicament el campanar d'espadanya de dos ulls situat al capdamunt. Les capelles laterals presenten petites obertures en forma d'òcul i amb una mínima decoració.

## Història
És un edifici del segle xvi però és probable que tingui orígens altmedievals, ja que una església apareix citada al contracte d'obra del castell, que data del 1493. Depèn eclesiàsticament de la parròquia de Sedó.